# Hôtel d'Angennes de Rambouillet
El Hôtel d'Angennes de Rambouillet es una mansión privada ubicada en el número 20, lado este de la place des Vosges, entre los hoteles de Clermont-Tonnerre y Laffemas, 4 distrito de París. La fachada de la plaza tiene 14,45 m de largo. La parte trasera da a la rue des Tournelles.

## Histórico

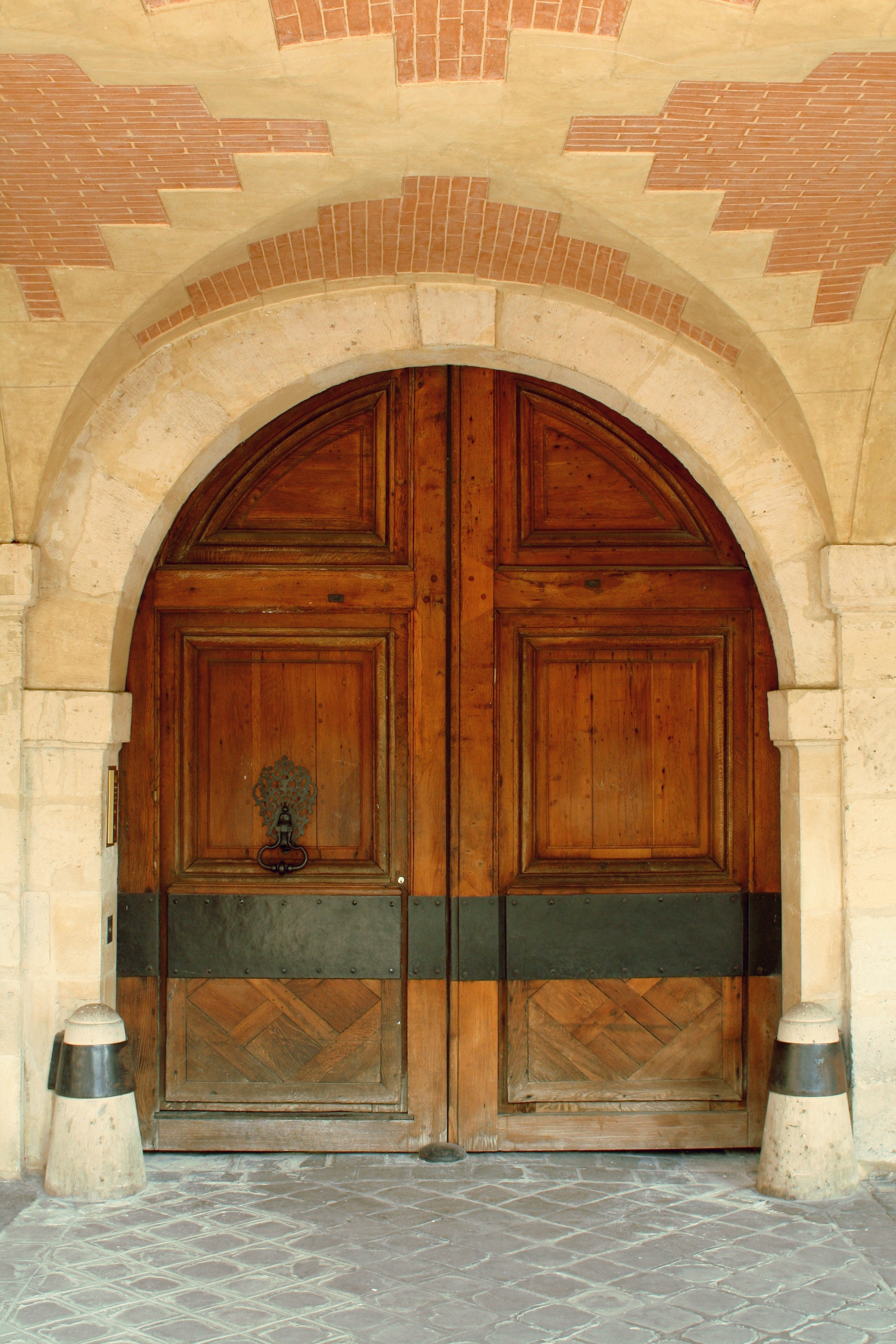
Porche de gran marco del Hôtel d' Angennes en Rambouillet.

Fue construido por Jean Fontaine en 1607 para Nicolas d'Angennes de Rambouillet. Entonces era propiedad de Drouin Barrois, a quien Gaspard II de Fieubet se la compró por 39.000 libras en 1643. En 1645, lo hizo transformar por el arquitecto Charles Chamois . Este último restaura las dos fachadas a la plaza y al patio. Al desplazar la gran escalera, liberó espacios interiores, entre los que destaca la apertura de un gran salón, al que añadió en los laterales una capilla y otras estancias.
El hijo de Gaspard II de Fieubet, Gaspard III de Fieubet, lo abandonó para instalarse en el Hôtel Fieubet .
La escalera, la fachada, los techos y la galería de la plaza fueron clasificados como monumentos históricos en 1955.